# Antonio Praena
Frai Antonio Praena Segura O.P. (1973, Purullena, Granada, Espanya) és un frare dominic i poeta espanyol.
Ha publicat els llibres Humo verde (accèssit premi de poesia iberoamericana Víctor Jara 2003), Poemas para mi hermana (accèssit premi Adonáis 2006), Actas de amor (premi nacional de poesia José Hierro 2011), Yo he querido ser grúa muchas veces (Premi Tiflos 2013. Visor) i Historia de un alma (premi de poesia Jaime Gil de Biedma 2017 i premi Andalusia de la Crítica 2018). Els seus poemes han estat traduïts al francès, grec, italià, anglès i polonès.
Actualment és professor a la Facultat de Teologia Sant Vicent Ferrer de València des del 2001. Hi combina la seva docència i la seva investigació amb seminaris i opcionals sobre la relació entre teologia, cinema, poesia i art contemporanis. Professor de Domuni (Universitat Francesa associada a la Pontifícia Universitat Sant Tomàs d'Aquino de Roma) a la secció espanyola. Ha publicat obres de reflexió filosòfica, estètica i teològica, així com tot d'articles especialitzats.

## Premis
- Accèssit del certamen de poesia iberoamericana Víctor Jara pel llibre Humo verde
- Accèsit del premi Adonáis 2006 pel llibre Poemas para mi hermana
- Premi Nacional de Poesia José Hierro 2011 pel llibre Actos de amor
- Premi Tiflos de Poesia 2013 pel llibre Yo he querido ser grúa muchas veces
- Premi de poesia Jaime Gil de Biedma 2017 pel llibre Historia de un alma
- Premi Andalusia de la Crítica 2018

«A la modalitat de poesia, el jurat ha seleccionat 'Historia de un alma' de Antonio Praena "per entendre que il·luminat per Sant Joan de la Creu, aspiració a la qual aspiren els pocs poetes neomístics, Praena aconsegueix construir un discurs líric impecable, ple de sonoritat i contrasts, barreja ben forjada de fons i de forma". Els membres destaquen que "en aquesta intensitat no hi falten els temes més obscurs: la prostitució, el proxenetisme, les drogues" i celebren que en el seu llenguatge, que qualifiquen com equilibrat, "s'hi combinen els més àlgids recursos lèxics amb l'argot del carrer". "Heterodox i fins subversiu, a Historia de un alma s'hi reflecteix la realitat d'una societat empentada per la manca d'il·lusions, d'ideals i de creences, cosa que contraresta amb l'egolatria, el sexe, l'evasió, el luxe o l'absència absoluta de consciència. Estem davant la radiografia descarnada d'una societat que renuncia a la veritat, a la bondat i a la bellesa per investir-se d'hipocresia, materialitat i negligència", asseguren a la conclusió». «Ideal», 7 de març de 2018 

## Obra poètica
- Humo verde. Amarú edicions, Salamanca 2003
- Poemas para mi hermana. RIALP, Madrid 2006
- Actos de amor. Ed. Universitat Popular José Hierro, Madrid 2011
- Yo he querido ser grúa muchas veces. Visor, Madrid 2013
- Historia de un alma. Visor, Madrid 2017